# La Soufrière
La Soufrière (francés: "la azufrera"), también conocido como La Grande Soufrière ("la gran azufrera") o La Vieille Dame ("la vieja dama"), es un estratovolcán activo andesítico ubicado en el parque nacional de Guadalupe de la isla de Basse Terre, Departamento de Ultramar de la Guadalupe. Forma parte del Arco volcánico de las Antillas Menores.
No debe ser confundido con Soufrière Hills en la isla de Montserrat ni con La Soufrière en San Vicente y las Granadinas. Tampoco confundir con el distrito de Soufrière de la isla de Santa Lucía, en las Antillas Menores.

## Geología

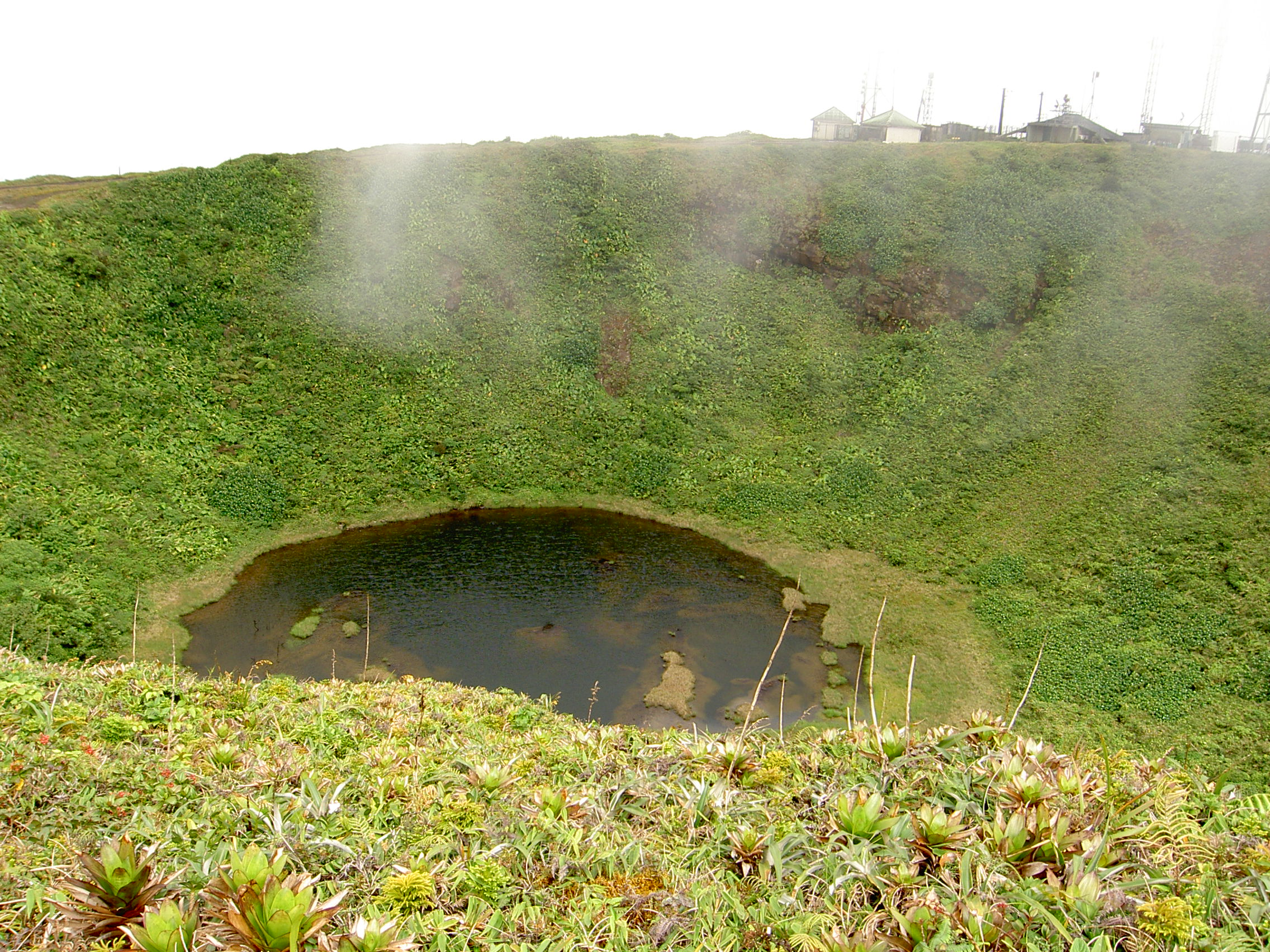
El lago hirviente Flammarion, complejo La Soufrière.

El archipiélago de Guadalupe está constituido por 9 islas. La de Basse-Terre, en la que se encuentra La Soufrière, es montañosa y está formada por rocas terciarias y cuaternarias.
La isla volcánica de Basse-Terre es la suma de siete complejos volcánicos principales. Ellos son, enumerados de más antiguo a más joven: el Complejo Basal, la Cadena del Norte, la Cadena Axial, la Cadena de Bouillante, los Montes Caribes, el Complejo de Trois-Rivières-Madeleine y el Macizo activo de La Grande Découverte-Soufrière. Sumados, forman una masa volcánica de 55 km de longitud y 25 km de ancho orientada en dirección nornoreste.

## Formación de los complejos
El vulcanismo de Basse-Terre comenzó hace 3 millones de años con la formación del Complejo Basal y de la Cadena Norte, en el extremo norte de la isla. Las dataciones radiométricas permiten determinar que todos los demás fenómenos volcánicos ocurrieron en el último millón de años.
En el período comprendido entre 600.000 y 250.000 años existían ya tres complejos activos: la Cadena Axial, la Cadena de Bouillante y los Montes Caribes.
La actividad del complejo La Grande Découverte-Soufrière comenzó hace 200.000 años, y la del de Trois-Rivières-Madeleine hace unos 150.000.
En el estado de nuestros conocimientos actuales, las erupciones de La Soufrière son las más recientes del complejo, y abarcan solamente los últimos 10.000 años.

## ComplejoLa Grande Découverte-Soufrière

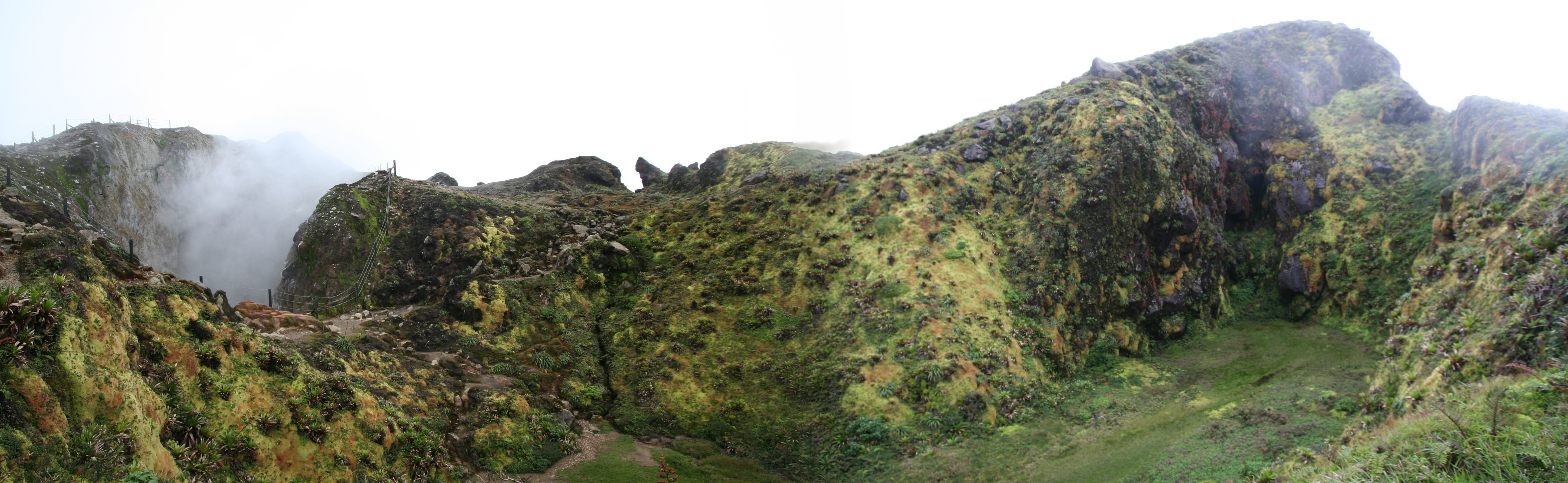
Fisuras y fumarolas en La Soufrière.

La Soufrière es, por tanto, el volcán más joven de la isla, uno de los más recientes de las Antillas Menores y el único activo de Guadalupe.
Es parte de un gigantesco complejo volcánico llamado Macizo de La Grande Découverte-Soufrière que incluye los volcanes Carmichael, Nez Cassé, Échelle, Citerne y Madeleine.
La Soufrière es actualmente un volcán de tipo peleano, lo que significa que su lava es muy espesa y que suele hacer erupciones que generan flujos piroclásticos laterales y fumarolas.
El volcán nació hace 200.000 años con la formación de la Grand Découverte . A este fenómeno siguió, 100.000 años más tarde, una erupción pliniana que produjo la caldera actual. De su interior comenzó a crecer el volcán Carmichael.
Hace unos 11.000 años, el edificio volcánico se derrumbó, formando el cráter del Monte Carmichael y una gran avalancha de escombros. Luego, hace 3.500 años, volvió a ocurrir lo mismo, lo cual creó otra avalancha y la apertura del cráter Amic. A expensas de este último crece el volcán actual.
La mayoría de las erupciones relativamente recientes se originaron en el sistema de fallas y grietas que atraviesan la estructura de noroeste a sudeste y cortan en dos la cumbre y el volcán completo.
Los productos y las formas eruptivas resultantes tanto de la actividad subterránea como submarina de los diferentes volcanes y complejos de la isla son muy variables, e incluyen desde coladas de lava en los estratovolcanes hasta la formación de conos de ceniza y domos de lava viscosa, pasando por actividades explosivas y efusivas.
Los materiales producidos consisten principalmente en basaltos y dacitas.
Nuevos estudios confirmaron que existen regiones de aguas hidrotemales fósiles en el interior de La Soufrière, y que las formaciones laterales son relativamente estables, aunque yacen sobre una plataforma inclinada, sometida a grandes presiones y fricciones. La roca de la base del domo se encuentra alterada por los flujos hídricos, y esto contribuye a la inestabilidad de ciertas partes de la estructura.

## Estructura del cráter

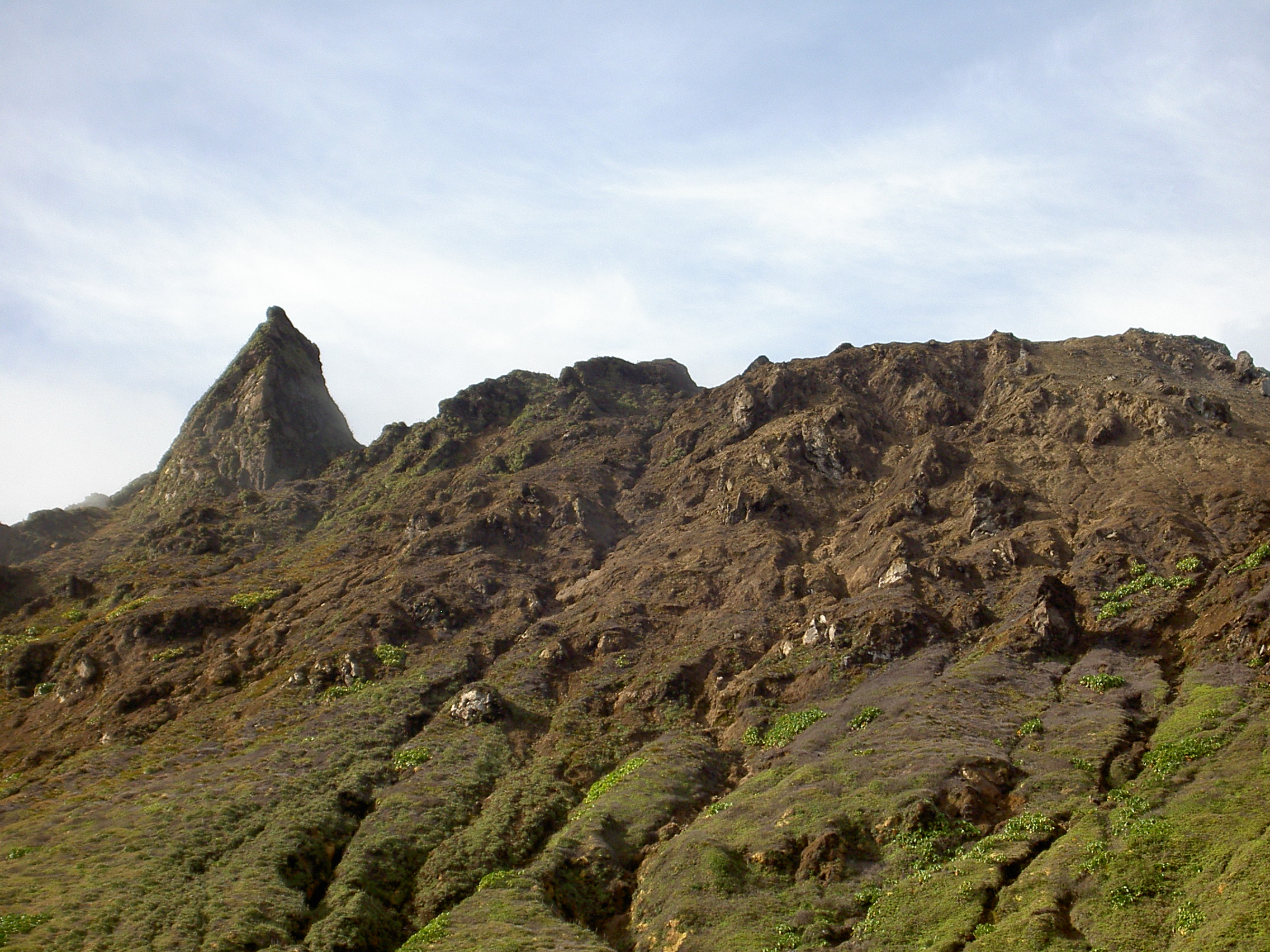
La espina de la cumbre.

La cumbre del La Soufrière, conocida como La Découverte, es el punto cúlmine de Guadalupe y de las Pequeñas Antillas.
Presenta un domo de lava en forma de cono truncado con techo plano, de más de 900 m de diámetro en la base, producto de la última erupción magmática registrada en la isla (1530). El flanco sur de la montaña está asimismo plagado de otros domos.
La Découverte no es un verdadero cráter, sino una acumulación de bocas y chimeneas eruptivas, de conductos que emanan vapores sulfurosos y de orificios freáticos.

## Erupciones históricas
Los conocimientos actuales demuestran que la erupción que anteriormente se creía ocurrida en 1440, en realidad se produjo en 1530, 37 años después del descubrimiento de la isla por Cristóbal Colón el 4 de noviembre de 1493. Se trató de un fenómeno freático menor.
Igualmente de naturaleza freática fue la erupción menor de 1690.
Las freáticas de 1797-1798 fueron bastante violentas, para regresar a su naturaleza leve en 1812, 1836-1837 y 1956.
La más intensa de todas fue la producida en 1976-1977.

## Relatos de testigos

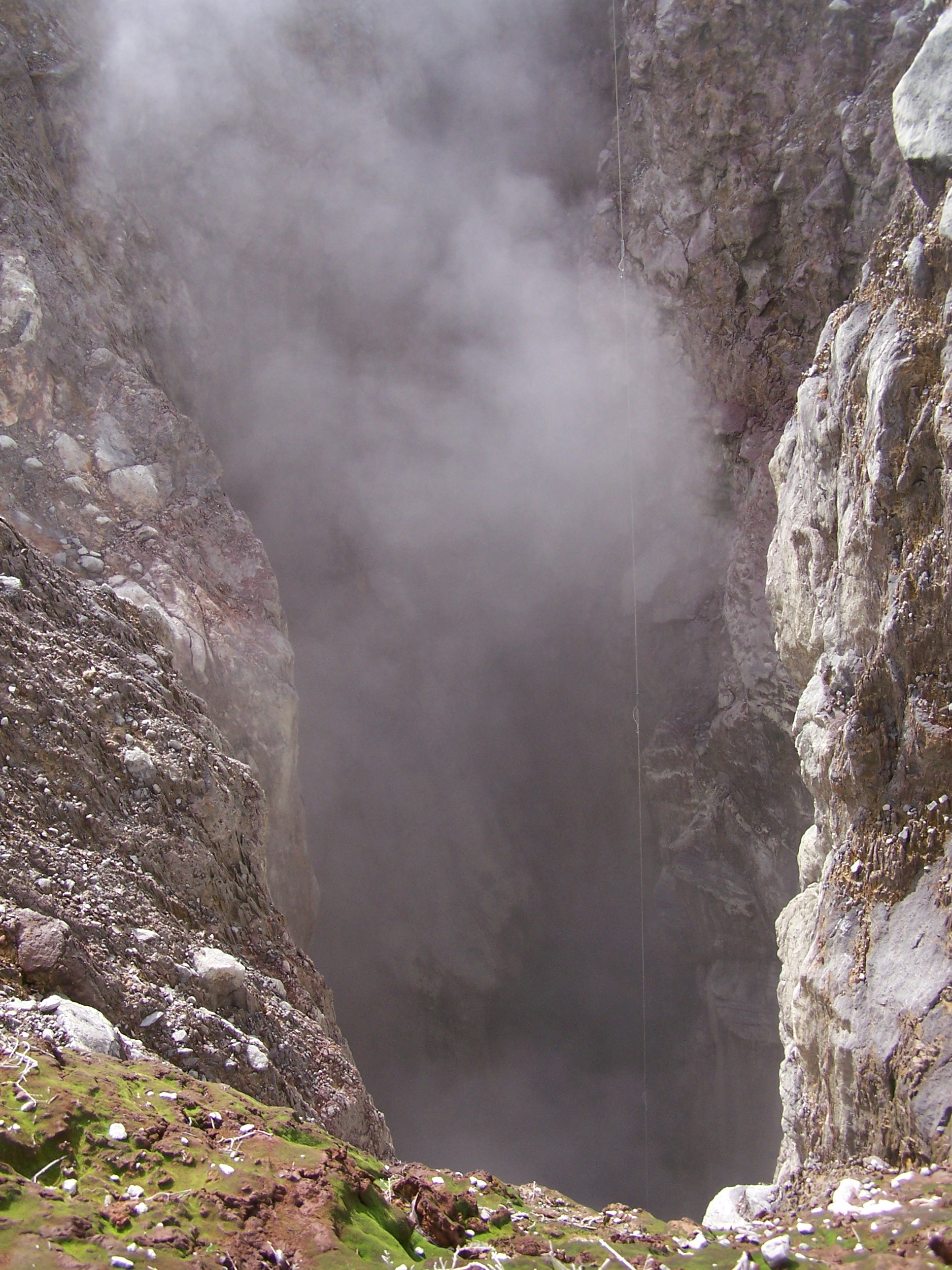
Los vapores asomando desde un cráter

Las descripciones más antiguas nos han sido legadas por los misioneros católicos que ingresaron a la isla en el siglo XVII, y dan cuenta de actividad de fumarolas y, de manera dudosa, de eventos explosivos no confirmados.
El Padre Breton escribe, entre 1647 y 1665, que había fumarolas activas en la cumbre y numerosos depósitos de azufre que le valieron el nombre a la montaña. Las formas cristalinas de este elemento fueron utilizadas por los colonizadores para fabricar pólvora para sus armas de fuego. Cita también la presencia de un sistema hidrotermal.
El Padre Du Tertre, presente en la isla entre 1647 y 1654 y más tarde entre 1667 y 1671, nos hace un relato pormenorizado de su ascenso al volcán en 1647. Describe las grandes fumarolas como "similares a un horno encendido", y dice que en la noche se veía el humo de la cumbre entre pequeñas llamas ígneas. Compara la actividad de La Soufrière con la del Monte Etna.
Si bien estas descripciones no dan prueba de actividades eruptivas serias, Du Tertre afirma que las fumarolas más violentas vomitaban gran cantidad de partículas sólidas.

## Erupción de 1976
A partir de 1975 el volcán comenzó a dar muestras de actividad, con temblores que fueron registrados por los sismógrafos del Observatorio Vulcanológico de la isla. Estos indicios se intensificaron a partir de noviembre, lo que movió al gobierno a estimar los daños potenciales y a comenzar a diseñar un plan de evacuación.
La erupción principal comenzó el 8 de julio de 1976, cuando, muy probablemente, los temblores reactivaron viejas fallas repletas de material antiguo. Esta crisis tectónica fue la causa de la brutal liberación de la presión de la caldera, que incluyó la vaporización de la capa freática, la pulverización y eyección de las rocas, y la producción de un alud de lodo o lahar. El fenómeno incluyó también la salida de gases y de una enorme cantidad de vapor.
Incluso antes de que se diera la orden de desalojar el sur de la isla, unos 25.000 habitantes se autoevacuaron espontáneamente y se refugiaron en Grande-Terre.
El volcán siguió produciendo grandes nubes de ceniza hasta el 15 de agosto, en que el prefecto de la isla ordenó la evacuación total y obligatoria de Basse-Terre, la que terminó involucrando a un total de 76.000 personas.
La violencia de la erupción se vio complicada por la amarga y furiosa controversia entre los científicos Claude Allègre —que insistía en que el volcán estallaría y el público debía ser sacado de la isla— y Haroun Tazieff —quien creía que el volcán era inofensivo—. El gobierno de la isla, vistas las consecuencias pasadas de considerar inofensivos a volcanes vecinos como el Mont Pelée (que mató a 30.000 personas en 1902), prefirió ser prudente y evacuar la mitad meridional de isla.
La erupción terminó finalmente sin causar daños ni víctimas pero sí un grave perjuicio económico por la detención de las actividades económicas. Los evacuados pudieron regresar a sus hogares el 18 de noviembre.
Aunque la población se vio gravemente afectada por los terremotos, la contaminación del agua y del terreno y principalmente por la evacuación que duró más de un mes, muchos de ellos consideraron que las medidas tomadas fueron exageradas o sencillamente innecesarias, ya que la erupción nunca entró en la fase magmática.
Actualmente, todos los científicos del mundo están de acuerdo en que quien tuvo razón fue Allègre, ya que, si bien no se produjo la catástrofe temida, Tazieff no tenía modo de demostrar que no fuera a suceder. Por lo tanto, correspondió proceder como se hizo: proteger las vidas de los habitantes y evacuar la región.

## Documental de Werner Herzog
Con todo el sur de la isla evacuado y desierto, el cineasta alemán Werner Herzog viajó a la abandonada Basse-Terre. Allí encontró al único campesino que se había negado a abandonar su granja en la ladera del volcán. Este es el tema de su película La Soufrière.

## Historial eruptivo completo

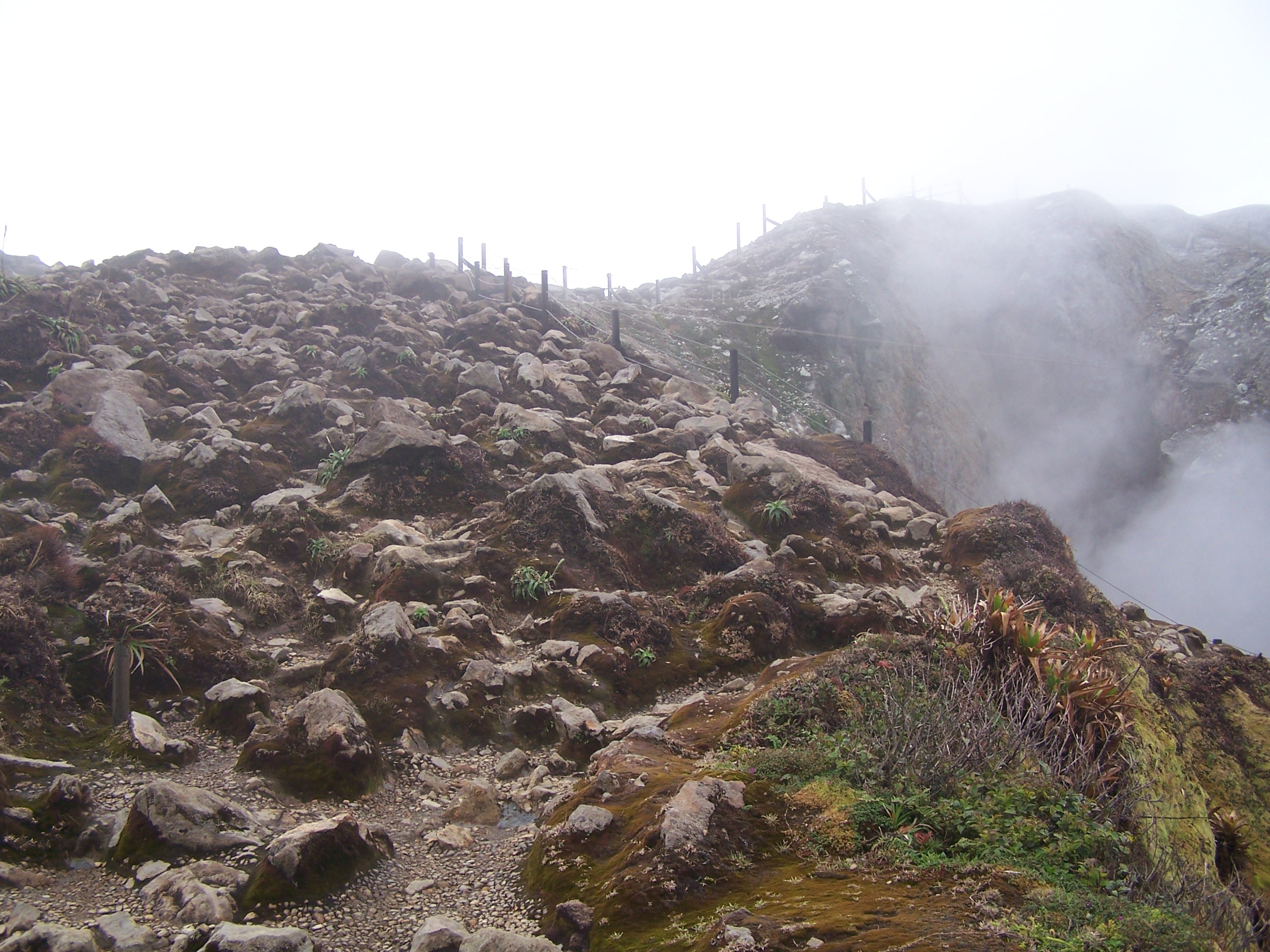
Soberbia vista de la cumbre con su cráter.

La historia eruptiva completa de los volcanes de Guadalupe da una idea acabada de los tipos de erupciones que se producen allí y, por lo tanto, de la clase de eventos que cabe esperar para el futuro.

### a) Erupciones solamente freáticas
La Soufrière en 1680, 1797-1798, 1836-1837, 1956 y 1975-1977.
Frecuencia: cada 20 a 50 años.
Son, por lejos, las más frecuentes, al menos en los últimos 500 años. Es de hacer notar que cualquier tipo de erupción magmática futura estará precedida de una fase freática.

### b) Erupciones con formación de domos de lava magmática
La Soufrière en 1440.
Frecuencia: cada 500 a 1000 años.
Acompañadas o no de flujos piroclásticos de diversa naturaleza, han ocurrido tres en los últimos 3.000 años. La última, en 1440, condujo a la formación del domo actual de La Soufrière.

### c) Erupciones con destrucción de laderas
La Soufrière en 8500 y 3600 a. C.
Frecuencia: cada 2.000 a 5.000 años.
Se han producido cinco eventos de este tipo en los últimos 10.000 años, resultando en avalanchas de muchos millones de m³ de materiales sobre áreas de 40 a 60 km², las cuales son particularmente notables en la cara de La Soufrière que mira al Caribe, en especial a través de los antiguos valles que drenan las laderas del volcán. Al menos una de ellas provocó el derrumbe del flanco del volcán a través de una crisis magmática, creando una explosión lateral catastrófica que destruyó un área de 60 a 100 km².

### d) Erupciones explosivas con formación de conos de ceniza
Echelle, Citerne
Frecuencia: cada 5.000 a 10.000 años.
Este tipo de erupciones es poco frecuente en la historia de estos macizos. Sin embargo y a pesar de ello, los conos del Echelle y de la Citerne son de esa naturaleza y se formaron por este mecanismo hace entre 1.500 y 2.000 años.

### e) Erupciones efusivas con formación de coladas de lava
Planicie del Palmiste
Frecuencia: cada 10.000 a 20.000 años.
Este tipo de eventos fueron muy comunes durante la formación del macizo volcánico de La Soufrière y La Madeleine, hace aproximadamente 15.000 años.

### Erupciones catastróficas
Formación del Complejo La Grande Découverte - La Soufrière
Frecuencia: cada 50.000 a 100.000 años.
Con la emisión de miles de km³ de magma y flujos piroclásticos que cubren miles de km², este tipo de erupciones son las más catastróficas. Se produjeron muchas de ellas durante la formación de La Soufrière hace más de 200.000 años. La última pliniana, fechada hace entre 100.000 y 40.000 años, ha dejado materiales que hoy son visibles en toda la periferia del macizo a través de una enorme superficie.

## Vigilancia y monitoreo
El luctuoso episodio del Monte Pelée demuestra en que no se puede confiar en los volcanes antillanos, aunque no hayan registrado erupciones catastróficas en el pasado.
En esta inteligencia, el gobierno francés creó, en 1950, el Laboratorio de Física cerca de La Soufrière, instalando dos sismógrafos. Esta acertada medida fue la que permitió predecir con tiempo suficiente la terrible erupción de 1976.
En 1989 se construyó un observatorio más moderno y con superior tecnología en la comuna de Gourbeyre, 9 kilómetros al sudoeste del volcán.
Los observatorios cumplen las funciones de vigilar la actividad volcánica de La Soufrèere, observar la actividad sísmica de la región, producir trabajos originales de investigación y de reunir información preventiva acerca de los riesgos sísmicos y volcánicos.

## Estado actual
La Soufrière permanece en la actualidad en su estado activo, en un modo que se conoce técnicamente como reposo eruptivo.
En 2006 se tomaron mediciones y tomografías geoeléctricas en la cima y las laderas del volcán para construir la primera imagen tridimensional de su estructura interna. Esto confirmó las observaciones anteriores acerca de cómo estaba construida La Soufrière.

## Futuro
Los riesgos que presenta La Soufrière para el futuro son de la misma naturaleza que los del Monte Pelée. Si bien la erupción de 1976 fue bastante benigna —más allá del desastre económico—, sirvió para que el público y los gobernantes tomasen conciencia de la importancia de vigilar a los volcanes.
Gracias a diferentes programas de investigación, se conocen hoy perfectamente los tipos de actividad que ha manifestado La Soufrière a lo largo de las eras. Las diferentes clases de erupciones descritas más arriba han consistido en una sucesión de fenómenos volcánicos que se han repetido en ciclos recurrentes.
En los pasados 10.000 años, las más frecuentes han sido las erupciones de los tipos a), b) y c). Podría, entonces, pensarse que la próxima de La Soufrière será de una de estas tres clases. Sin embargo, la experiencia derivada de la erupción de Soufrière Hills en Montserrat (1995), que se apartó completamente de previsiones basadas en sus comportamientos previos, demuestra que puede esperarse cualquier tipo de fenómeno en cualquier momento, incluyendo explosiones freáticas, creación de domos, desestabilización de flancos, etc.
Incluso en el curso de una misma erupción, pueden sucederse diferentes tipos de actividad, por lo que no puede descartarse un futuro evento piroclástico devastador ni una Plinio catastrófica.

## Visita a La Soufrière

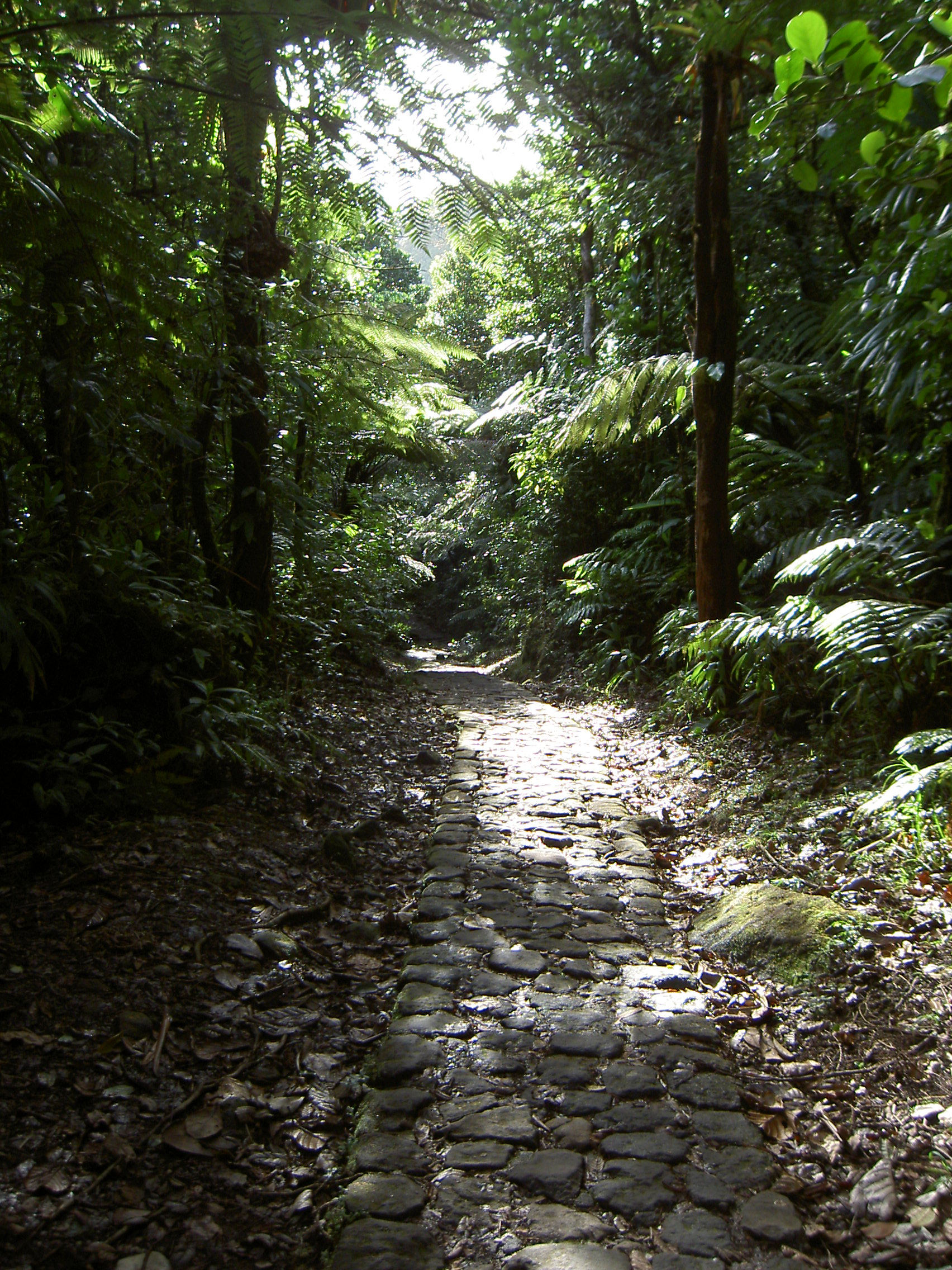
Le soufrière

La Soufrière es la estrella del parque nacional de Guadalupe. A pesar de que el domo ya no está presente, sus numerosos cráteres, las fumarolas y las fuentes de agua hirviendo le confieren un gran atractivo. El cráter sur es, actualmente, uno de los sitios más interesantes de visitar.
Varios caminos perfectamente señalizados conducen a la cumbre del volcán.
Partiendo de Pas du Roy, el trayecto hasta la cima dura aproximadamente 1 h 15 min. Se llega al punto de partida por la ruta D11, 5 km a partir de Saint-Claude.
Debe llevarse ropa de lluvia y calzado adecuado. No está permitido ir descalzo ni en sandalias.
Es necesario, para la seguridad del viajero, prestar atención a los carteles que indican emanaciones gaseosas, ya que muchas de ellas consisten en ácidos clorhídrico y sulfhídrico. Todas están bien indicadas y protegidas por barreras que está terminantemente prohibido atravesar.